# Кантакузинова летопис
Кантакузинова летопис или Кантакузинова хроника потиче из последње деценије 17. века и представља први систематски приказ средњовековне влашке државе. 
Историографија има легендарни карактер и од 19. века је као предмет информација о историји Влашке (1290-1690) изазвала бурне историјске расправе и контроверзе. У ствари, Кантакузинова хроника представља збирку књижевних хроника којима је циљ да повољно представе очима читаоца владавину династије Кантакузино. Доласком на власт Шербана Кантакузина, хроника се слободно преписује и шири. Кантакузинова Библија је такође објављена у то време.
Хроника обухвата раздобље од око 400 година, али је подељена на две - првих 370 година и последњих 30 година, што наговештава да је њен корпус састављен око 1660. године, тј. одмах после владавине Матеја Басараба и побуне сејменe и домобранe. Истраживачи ове хронике сматрају да је то састављање између изгубљене анонимне хронике владавине Матеја Басараба и друге анонимне хронике из средине 17. века. Хроника је сачувана у бројним различитим транскриптима, што отежава критичко проучавање.